# 스피드스케이팅 여자 500m 대한민국 기록 추이
스피드 스케이팅 대한민국 기록은 대한 빙상 경기 연맹이 공인하고 관리한다.
다음은 여자 500m 대한민국 기록 추이이다.
| #         | 기록    | 차이      | 선수   | 소속     | 날짜           | 대회명                                         | 개최지                | 경기장                | 주석 및 기타            | 동영상 |
| --------- | ------- | --------- | ------ | -------- | -------------- | ---------------------------------------------- | --------------------- | --------------------- | ----------------------- | ------ |
|           | 52초 8  | -         | 장인숙 |          | 1949. 02. 12   | 세계 올라운드 스피드 스케이팅 선수권 대회      | 노르웨이 Kongsberg    | Idrætsplassen         | 11위                    |        |
|           | 49초 6  | -         | 김혜숙 | 숭의여고 | 1964. 02. 04   | 제9회 동계 올림픽                              | 오스트리아 인스부르크 | Olympia Eisstadion    | 20위                    |        |
|           | 48초 9  | - 초      | 이옥하 | 이화여대 | 1968. 12. 28   | 아카호 선수권 대회                             | 일본                  |                       | [ 4 ]                   |        |
|           | 47초 0  | - 1.9초   | 이옥하 | 이화여대 | 1970. 02.      | 일본 전지 훈련단 기록회                        | 일본                  |                       | [ 5 ]                   |        |
|           | 46초 6  | - 초      | 최정희 | 숭의여고 | 1970. 03. 01   | 제18회 신슈 스피드 스케이팅 선수권 대회        | 일본                  |                       | [ 6 ]                   |        |
| 자동 계시 |         |           |        |          |                |                                                |                       |                       |                         |        |
|           | 45초 34 | - 1.26초  | 이경희 | 원주여중 | 1971. 12. 17   | 제7회 고 빙상인 추모 경기 대회                 | 대한민국 서울         | 태릉 국제 아이스 링크 | 종전 46초 6             |        |
|           | 45초 30 | - 0.04초  | 이경희 | 원주여중 | 1973. 03. 02   | 제28회 전국 남녀 종합 빙상 선수권 대회         | 대한민국 서울         | 태릉 국제 스케이트장  | [ 8 ]                   |        |
|           | 45초 12 | - 0.18초  | 이남순 | 유봉여중 | 1977. 02. 09   | 제7회 회장기 쟁탈 전국 남녀 빙상 경기 대회     | 대한민국 서울         | 태릉 국제 스케이트장  | [ 9 ]                   |        |
|           | 44초 65 | - 0.47초  | 이남순 | 유봉여중 | 1977. 02. 24   | 제32회 전국 남녀 종합 빙상 선수권 대회         | 대한민국 서울         | 태릉 국제 스케이트장  | [ 10 ]                  |        |
|           | 43초 77 | - 0.88초  | 이남순 | 유봉여고 | 1977. 12. 15   | 제1차 우수 선수 공인 기록회                    | 대한민국 서울         | 태릉 국제 스케이트장  | [ 11 ]                  |        |
|           | 43초 73 | - 0.04초  | 이남순 | 강원대   | 1979. 02. 17   | 1979 세계 스피드 스케이팅 스프린트 선수권 대회 | 독일 인첼             |                       | 1차 레이스 13위         |        |
|           | 43초 35 | - 0.38초  | 이남순 | 강원대   | 1979. 02. 18   | 1979 세계 스피드 스케이팅 스프린트 선수권 대회 | 독일 인첼             |                       | 2차 레이스 15위         |        |
|           | 42초 99 | - 0.36초  | 이남순 | 강원대   | 1981. 01. 28   | 동계 체전                                      | 대한민국 서울         | 태릉 국제 스케이트장  | [ 14 ]                  |        |
|           | 42초 84 | - 0.15초  | 이연주 | 강원대   | 1983. 11. 24 * | 국제 초청 빙상 대회                            | 서독 인첼             |                       | 1위.                    |        |
|           | 42초 53 | - 0.31초  | 이연주 | 강원대   | 1983. 11. 29 * | 국제 스프린트 대회                             | 서독 인첼             |                       | 5위.                    |        |
|           | 42초 51 | - -       |        |          |                |                                                |                       |                       |                         |        |
|           | 41초 97 | - 0.54초* | 이연주 | 강원대   | 1983. 12. 29   | 국제 스피드 스케이팅 대회                      | 서독 인첼             |                       | 4위. PB                 |        |
|           | 41초 93 | - 0.04초  | 유선희 | 한국체대 | 1987. 02. 18   | 제68회 전국 동계 체육 대회                     | 대한민국 서울         | 태릉 국제 링크        | [ 18 ]                  |        |
|           | 40초 92 | - 1.01초  | 유선희 | 한국체대 | 1988. 02. 22   | 제15회 동계 올림픽                             | 캐나다 캘거리         | 올림픽 오벌           | 13위                    |        |
|           | 40초 76 | - 0.16초  | 유선희 | 한국체대 | 1989. 02. 26   | 1989 세계 스프린트 스피드 스케이팅 선수권 대회 | 네덜란드 헤이렌베인   | 티알프                | 2차 레이스 5위          |        |
|           | 40초 34 | - 0.42초  | 유선희 | 옥시     | 1993. 03. 13   | 1992-93 스피드 스케이팅 월드컵                 | 네덜란드 헤이렌베인   | 티알프                | 1차 레이스 3위          |        |
|           | 39초 65 | - 0.69초  | 유선희 | 옥시     | 1993. 12. 04   | 1993-94 스피드 스케이팅 월드컵                 | 노르웨이 하마르       |                       | 1위.                    |        |
|           | 39초 59 | - 0.06초  | 유선희 | 옥시     | 1994. 01. 29   | 1994 세계 스프린트 스피드 스케이팅 선수권 대회 | 캐나다 캘거리         | 올림픽 오벌           | 1차 4위.                |        |
|           | 39초 46 | - 0.13초  | 유선희 | 옥시     | 1994. 01. 30   | 1994 세계 스프린트 스피드 스케이팅 선수권 대회 | 캐나다 캘거리         | 올림픽 오벌           | 2차 3위. PB             |        |
|           | 39초 06 | - 0.40초  | 최승용 | 숙명여대 | 2001. 12. 02   | 2001-02 스피드 스케이팅 월드컵                 | 미국 솔트레이크시티   | 유타 올림픽 오벌      | [ 24 ]                  |        |
|           | 38초 31 | - 0.75초  | 최승용 | 숙명여대 | 2002. 02. 13   | 제19회 동계 올림픽                             | 미국 솔트레이크시티   | 유타 올림픽 오벌      | 1차 레이스 14위         |        |
|           | 38초 17 | - 0.14초  | 이상화 | 휘경여고 | 2005. 01. 22   | 2005 세계 스프린트 스피드 스케이팅 선수권 대회 | 미국 솔트레이크시티   | 유타 올림픽 오벌      | 1차 레이스 9위          |        |
|           | 38초 06 | - 0.11초  | 이상화 | 휘경여고 | 2005. 11. 18   | 2005-06 스피드 스케이팅 월드컵                 | 미국 솔트레이크시티   | 유타 올림픽 오벌      | 1차 레이스 5위. WR. Jr  |        |
|           | 37초 90 | - 0.26초  | 이상화 | 휘경여고 | 2005. 11. 20   | 2005-06 스피드 스케이팅 월드컵                 | 미국 솔트레이크시티   | 유타 올림픽 오벌      | 2차 레이스 10위. WR. Jr |        |
|           | 37초 81 | - 0.09초  | 이상화 | 휘경여고 | 2007. 03. 10   | 2007 세계 스피드 스케이팅 종목별 선수권 대회   | 미국 솔트레이크시티   | 유타 올림픽 오벌      | 1차 레이스              |        |
|           | 37초 70 | - 0.11초  | 이상화 | 한국체대 | 2009. 03. 07   | 2008-09 스피드스케이팅 월드컵                  | 미국 솔트레이크시티   | 유타 올림픽 오벌      |                         |        |
|           | 37초 34 | - 0.36초  | 이상화 | 한국체대 | 2009. 12. 04   | 2009-10 스피드 스케이팅 월드컵                 | 캐나다 캘거리         | 올림픽 오벌           | 1차 레이스 2위          |        |
|           | 37초 24 | - 0.10초  | 이상화 | 한국체대 | 2009. 12. 11   | 2009-10 스피드 스케이팅 월드컵                 | 미국 솔트레이크시티   | 유타 올림픽 오벌      | 1차 레이스 3위          |        |
|           | 36초 99 | - 0.25초  | 이상화 | 서울시청 | 2013. 01. 19   | 2012–13 스피드 스케이팅 월드컵                 | 캐나다 캘거리         | 올림픽 오벌           | 1차 레이스 1위          |        |
|           | 36초 80 | - 0.19초  | 이상화 | 서울시청 | 2013. 01. 20   | 2012–13 스피드 스케이팅 월드컵                 | 캐나다 캘거리         | 올림픽 오벌           | 2차 레이스 1위 (WR)     |        |
|           | 36초 74 | - 0.06초  | 이상화 | 서울시청 | 2013. 11. 09   | 2013-14 스피드 스케이팅 월드컵                 | 캐나다 캘거리         | 올림픽 오벌           | 2차 레이스 1위 (WR)     |        |
|           | 36초 57 | - 0.17초  | 이상화 | 서울시청 | 2013. 11. 15   | 2013-14 스피드 스케이팅 월드컵 (2차 대회}      | 미국 솔트레이크시티   | 유타 올림픽 오벌      | 1차 레이스 1위 (WR)     |        |
|           | 36초 36 | - 0.21초  | 이상화 | 서울시청 | 2013. 11. 16   | 2013-14 스피드 스케이팅 월드컵 (2차 대회}      | 미국 솔트레이크시티   | 유타 올림픽 오벌      | 2차 레이스 1위 (WR)     |        |

```
Lee Sang-hwa 36.57 15 November 2013 Salt Lake City
Lee Sang-hwa 36.36 16 November 2013 Salt Lake City
```

## 같이 보기
- 스피드 스케이팅 여자 500m 세계 기록 추이
- 스피드 스케이팅 남자 500m 대한민국 기록 추이
- 스피드 스케이팅 남자 500m 세계 기록 추이